# Nokia 1610
O Nokia 1610 é um modelo de telemóvel fabricado pela Nokia, lançado em Maio de 1996. Complementou o modelo de negócios Nokia 2110. Tem um ecrã monocromático.
Foi um dos primeiros modelos a possuir a funcionalidade de desvio de chamada, nas suas totais funcionalidades (ocupado, não atendido e não acessível). Já possuía igualmente o registo de chamadas recebidas, enviadas e não atendidas, tecla frontal para aceder diretamente a caixa de correio, chamada em conferência, identificação de chamada, recusa de identificação, aviso de débito, informação da chamada, duração, custo, limite de custo de chamada, afixação de custo de chamada, informação de bateria.
Recebe e envia sms escritas de texto, em formato de pager, formato de fax e em formato de email, com a desvantagem do visor ser muito limitado a nível de carateres visíveis ao mesmo tempo. 14 linguas diferentes, marcação de tecla directas de chamada.